# Exército do Líbano Livre
Exército do Líbano Livre (em árabe: جيش لبنان الحر, Jayish Lubnan al-Horr, em francês:  Armée du Liban Libre) ou "Exército do Coronel Barakat" (em árabe: جيش بركات, Jayish Barakat, em francês:  Armée du Colonel Barakat) foi uma facção dissidente predominantemente cristã do exército libanês que desempenhou um papel importante na fase de 1975-1977 da Guerra Civil Libanesa.

## Origens
O Exército do Líbano Livre começou a ser estabelecido em 23 de janeiro de 1976, em Beirute, pelo coronel libanês Antoine Barakat, que declarou lealdade ao então presidente libanês Suleiman Frangieh.  Um maronita da cidade natal de Frangieh, Zgharta, Barakat levantou-se com as tropas do Comando de Beirute (cerca de 700 soldados) em resposta à rebelião do tenente Ahmed Al-Khatib dois dias antes à frente do separatista Exército Árabe Libanês. Outro oficial, o chefe da guarnição de Jounieh, Major Fouad Malek, apoiou a facção liderada por Barakat, assim como o Major Saad Haddad, comandante da guarnição de Marjayoun no sul do Líbano.  Essas três formações foram integradas ao "Exército do Líbano Livre", cuja criação foi formalmente anunciada em 13 de março de 1976 pelo Coronel Barakat no Quartel Shukri Ghanem no distrito de Fayadieh, no leste de Beirute. 